# 시바 게이타
시바 게이타(일본어: 柴 圭汰, 2002년 9월 12일~)는 일본의 축구 선수이다.

## 구단 경력
그는 2021년 J3리그의 후쿠시마 유나이티드 FC에 입단했다. 2023년까지 30경기에 출전, 2023년후 현역 은퇴.